# Hawker Hurricane
El Hawker Hurricane és un caça monoplaça britànic dissenyat, i construït principalment, per Hawker Aircraft per a la Royal Air Force (RAF). Va ser un dels caces principals de la RAF i fou utilitzat pels aliats en tots els fronts de la Segona Guerra Mundial. Guanyà prestigi durant la batalla d'Anglaterra en què s'utilitzà intensament conjuntament amb el Supermarine Spitfire, el qual ha esdevingut més conegut, tot i que de fet el 60% de les victòries aèries aconseguides per la RAF durant aquest període foren en Hurricanes.

## Disseny i desenvolupament

### Orígens
El disseny es va iniciar a principis de 1934 amb la direcció de l'enginyer aeronàutic Sydney Camm. La companyia Hawker va desenvolupar el disseny original del Hurricane com a resposta a la petició del 1934 F.36/34 (modificada per la F.5/34) del Ministeri de l'Aire del Regne Unit. Es demanava un disseny de caça avançat basat en el nou motor d'altes prestacions Rolls-Royce Merlin, conegut llavors com a PV-12. En aquell moment el Comandament de Caça de la RAF comptava amb només 13 esquadrons equipats amb els Hawker Fury, Hawker Hart o Bristol Bulldog. Tots aquests dissenys eren biplans amb hèlice de fusta de pas constant i tren d'aterratge fix.

### Producció
el Hurricane va entrar en ràpidament en producció el juny de 1936, sobretot gràcies a la seva simplicitat i facilitat de construcció. Degut als indicis que portaven a tema l'inici de la guerra es va veure clara la necessitat de produir el màxim nombre de caces possibles. Tot i que l'Spitfire era més avançat també era més complicat de fabricar i mantenir. El Hurricane utilitzava tècniques de fabricació ja utilitzades i conegudes, pròpies dels biplans Hawker ja en servei. El Hurricane també era significativament més ràpid i econòmic de produir que els Spitfrire, requerint 10.300 hores-persona en comptes de les 15.200 necessàries per fabricar l'Spitfire.
Primer avió produït en sèrie, propulsat amb un motor Merlin II, va volar per primer cop el 12 d'octubre de 1937. El desembre del mateix any els primers 4 Hurricanes van entrar en servei l'esquadró No. 111 Squadron de la RAF a l'aeròdrom de Northolt. Als inicis de la Segona Guerra Mundial s'havien produït uns 500 Hurricanes, els quals equipaven a 18 esquadrons.

## Operadors
| - Austràlia - Bèlgica - Canada - Egipte - França - Finlàndia | - Alemanya Nazi - Grècia - Índia - Iran - Irlanda - Itàlia | - Japó - Països Baixos - Nova Zelanda - Noruega - Polònia - Portugal | - Romania - South Africa - Unió Soviètica - Turquia - Regne Unit - Iugoslàvia |

## Variants

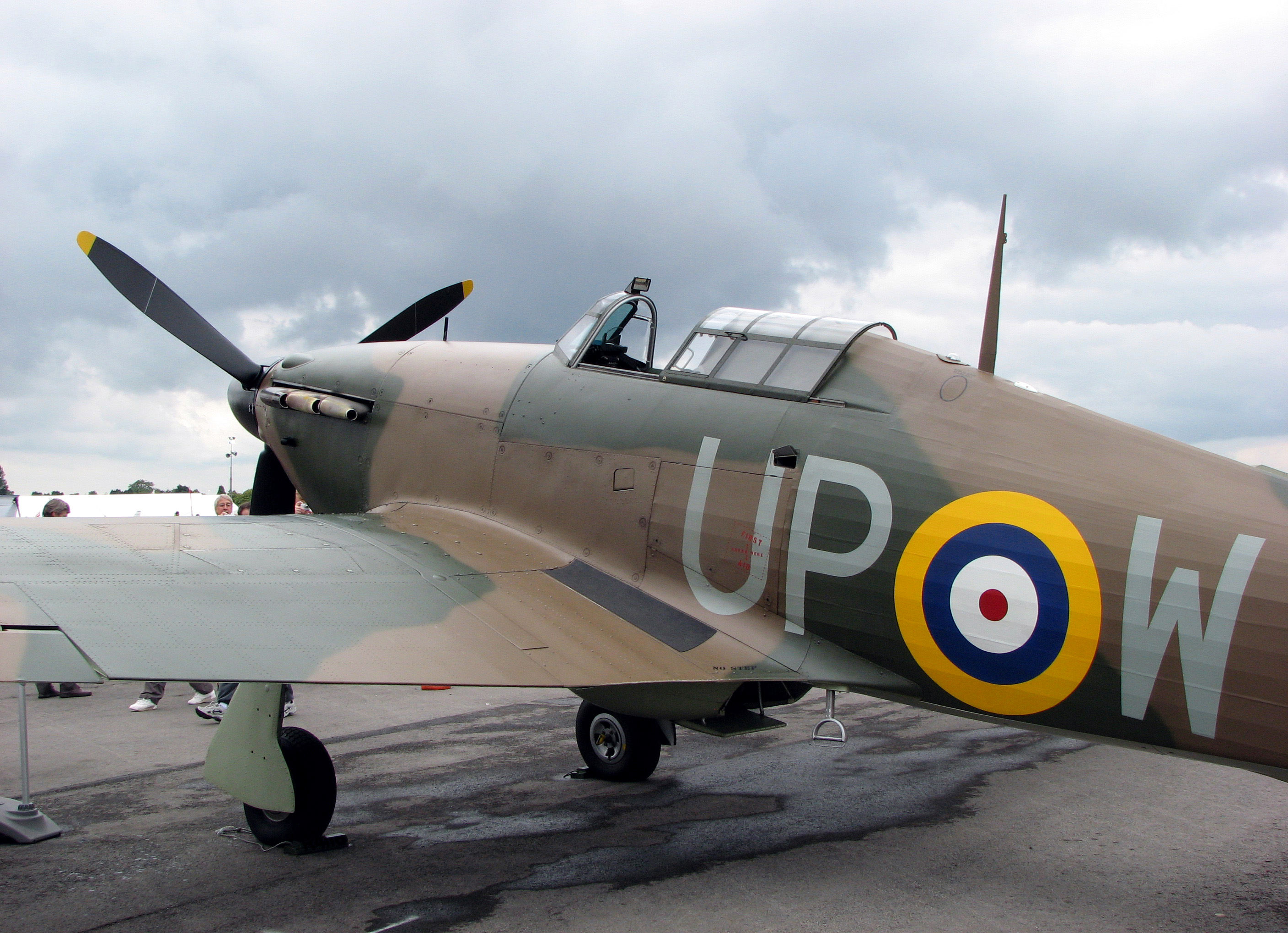
Hurricane Mk I (R4118)

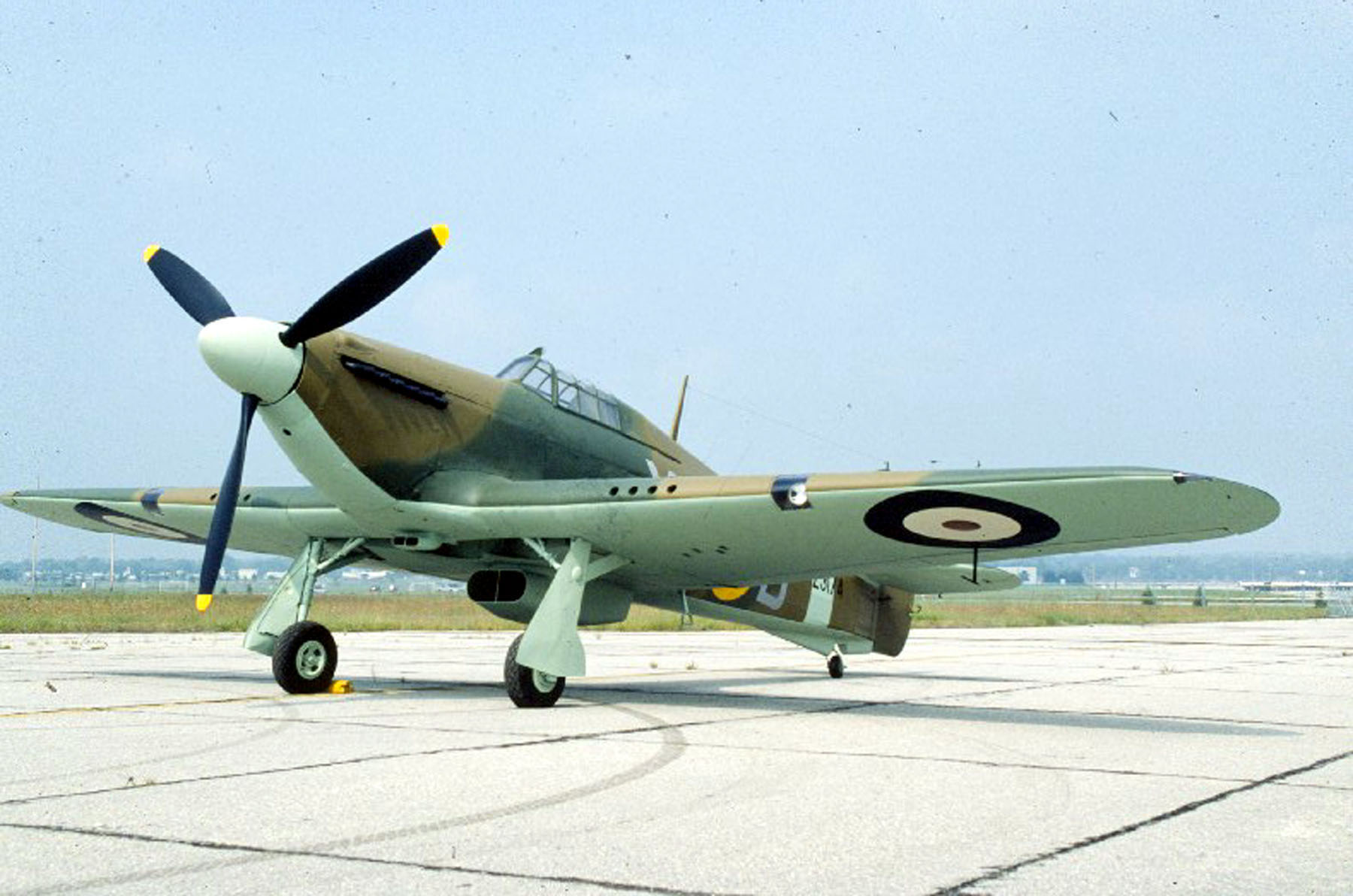
Hawker Hurricane Mk IIA del National Museum of the United States Air Force

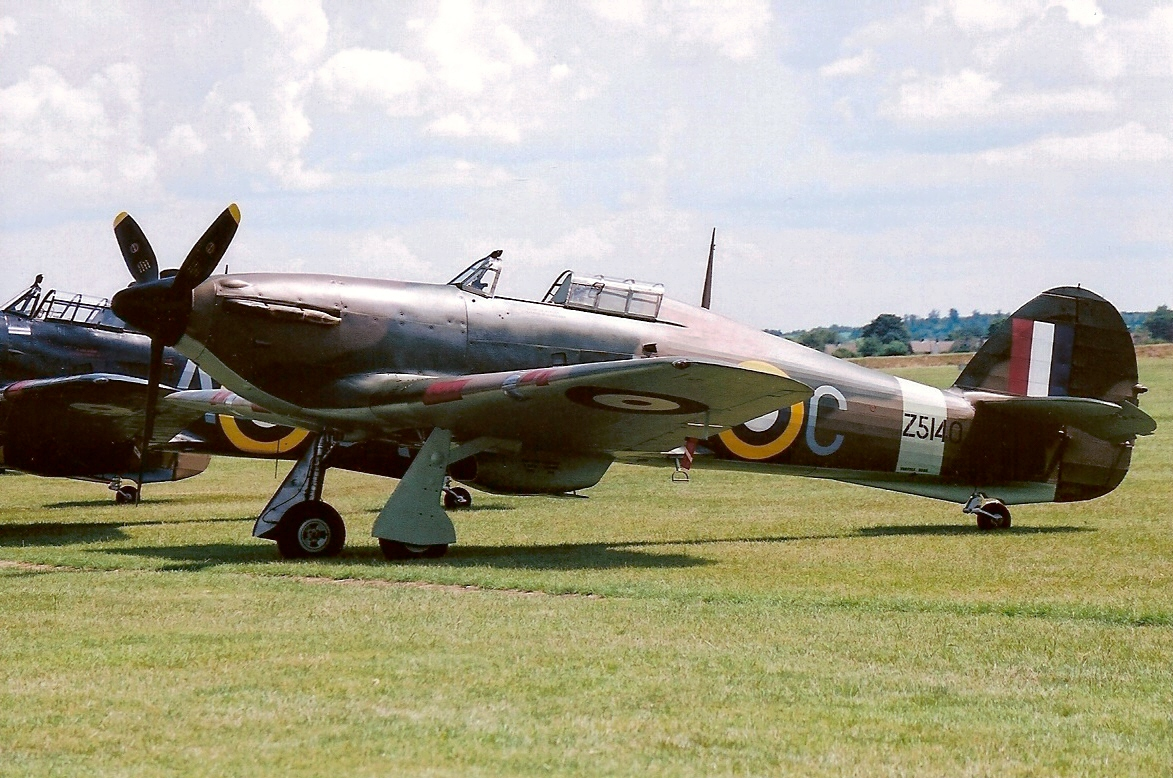
Hawker Hurricane Mk IIB Z5140

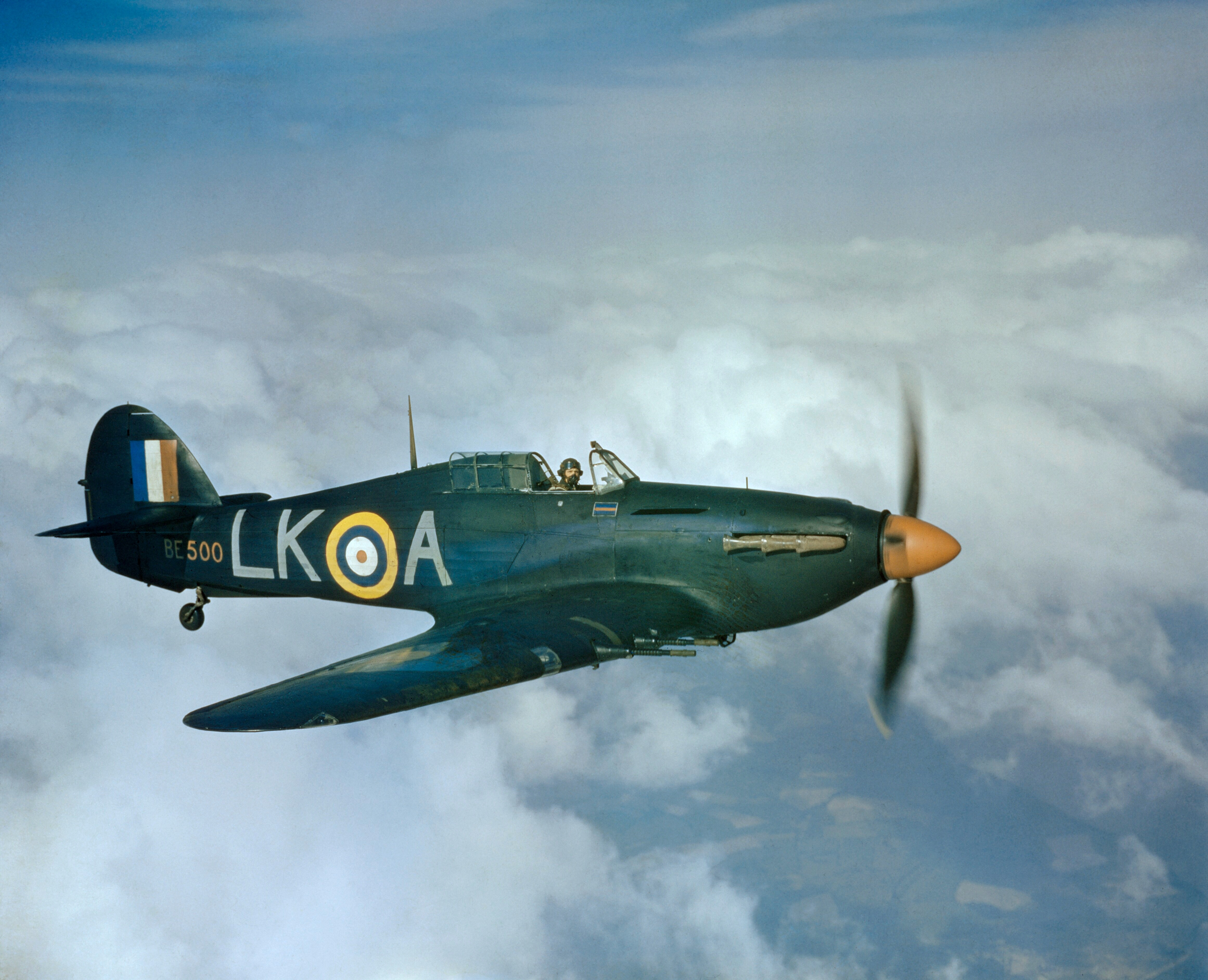
Hurricane Mk IIC (BE500) del 87è esquadró de la RAF, 1942

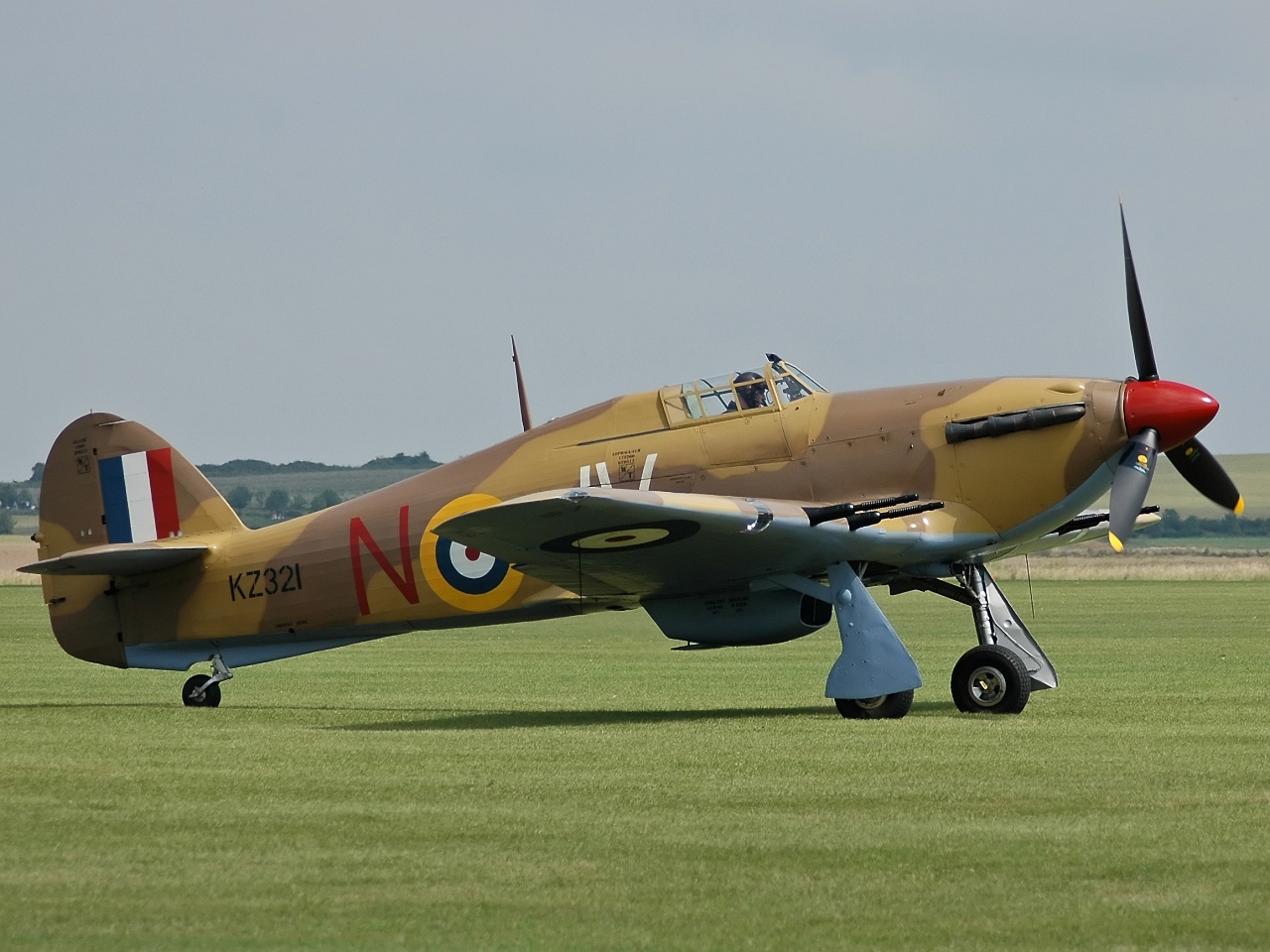
Hawker Hurricane Mk IV KZ321 (The Fighter Collection)

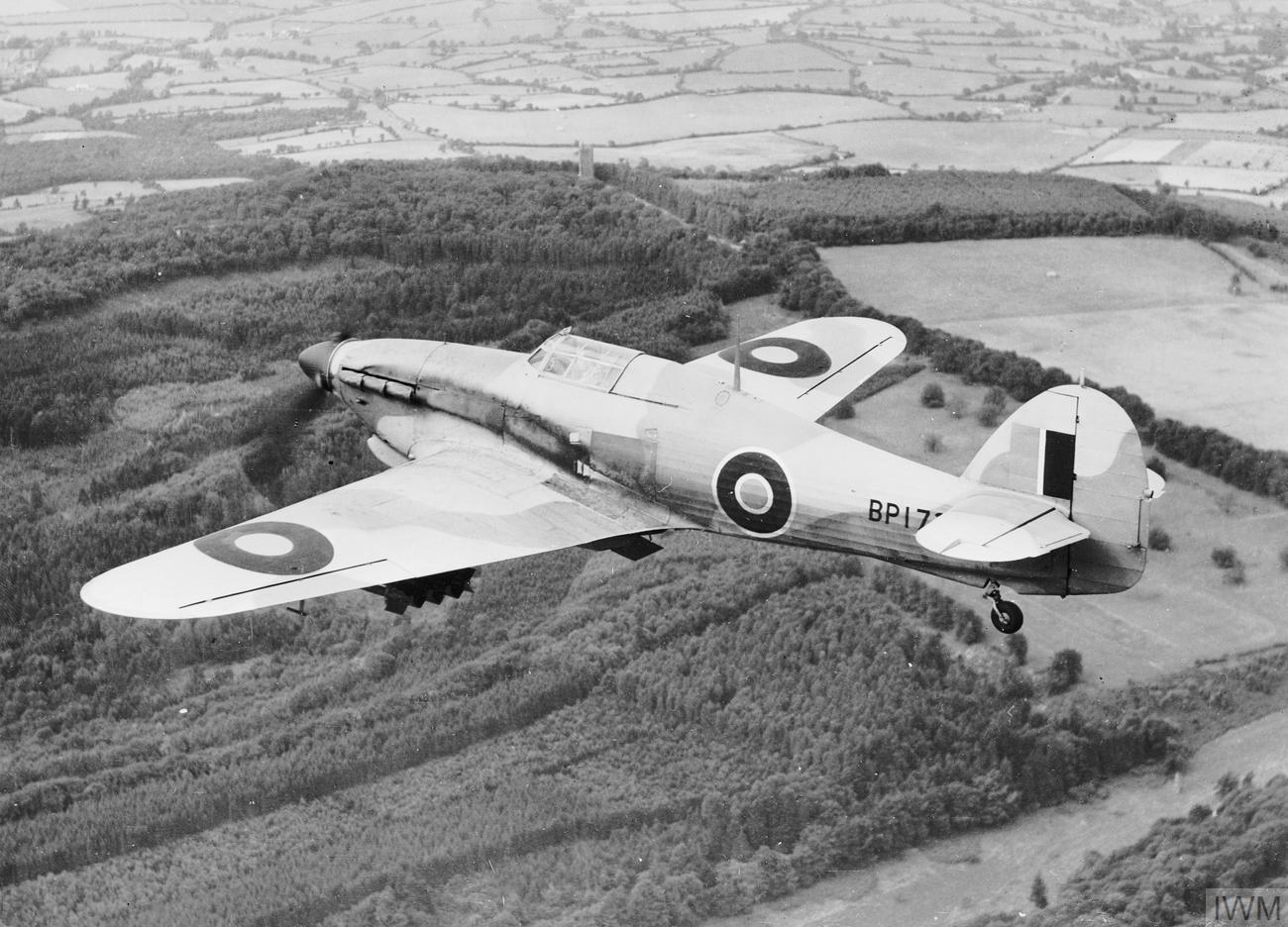
Hurricane Mk IV, armat amb coets RP-3

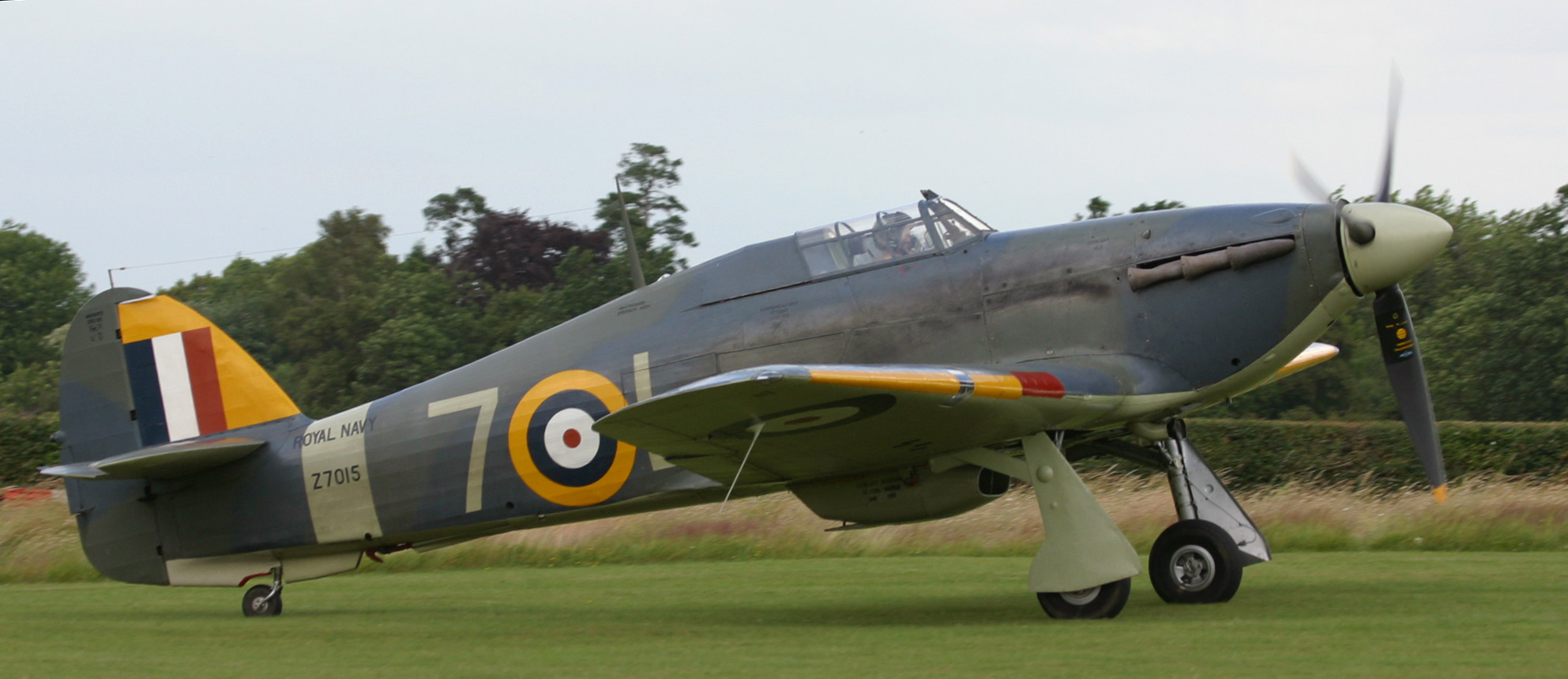
Fleet Air Arm Sea Hurricane

Hurricane Mk I
Primera versió de producció ales coberta tèxtil i hèlice de fusta i pas constant. Estava propulsat pel Rolls-Royce Merlin Mk II o III amb una potència de 1.030 cavalls (768 kW). L'armament consistia en vuit metralladores Browning de calibre 7,7 mm. Va ser produït entre 1937 i 1939.
Hurricane Mk I (revisat)
Una subversió revisada del Hurricane Mk I equipat amb hèlice metàl·lica de Havilland or Dowty Rotol, ales amb superfície metàl·lica, blindatge i altres millores. El 1939 la RAF estava equipada amb 500 aparells d'aquesta versió, constituint la base dels seus esquadrons de caça.
Hurricane Mk IIA Sèrie 1
Hurricane Mk I propulsat amb el motor millorat Merlin XX, per tal d'augmentar la potència del motor utilitzava una mescla de glicol i aigua (30 i 70% respectivament) en comptes de glicol pur com en els models anteriors. Això era més segur, ja que el glicol és altament inflamable, i a més permetia que la temperatura en operació del motor fos uns 70 °C menor, augmentant la sev vida operativa i fiabilitat. Aquest nou motor era més llarg que l'anterior, obligant a allargar el fuselatge de davant de la cabina 11,4 cm. Aquest fet també va provocar que l'avió augmentés lleugerament la seva estabilitat en vol degut a l'avançament del centre de gravetat. El primer vol d'aquesta variant va ser l'11 de juny de 1940 i començà a entrar en servei a partir del setembre de 1940.
Hurricane Mk IIB (Hurricane IIA Sèrie 2)
Equipats amb punts forts alars per transportar 2 bombes de 250 o 500 lliures (113,4 i 226,8 kg respectivament). Això va fer disminuir la velocitat màxima fins a 484 km/h. Aquest desavantatge es contrarestava sovint en les formacions d'atac amb Hurricanes armats amb bombes estaven escortades per altres Hurricanes que els protegien. En els mateixos suports alars s'hi podien equipar tancs de combustible de 45 galons (205 l) permetent duplicar la capacitat de combustible de l'avió.
Els Hurricane Mk IIA Seriè 2 també es van equipar amb un nou disseny alar capaç d'encabir 12 metralladores Browning (6 a cada ala). El con de l'hèlice també era nou i més llarg que els anteriors. Els primers avions van ser fabricats l'octubre de 1940 i reanomenats Mark IIB l'abril de 1941.
Hurricane Mk IIB Trop.
Per a ser utilitzats al nord de l'Àfrica les Hawker Hurricane Mk IIB (i altres variants) van ser tropicalitzades. Equipaven filtres de pols Vokes i Rolls Royce per al motor. Els pilots disposaven d'un equip de supervivència per al desert, incloent una ampolla d'aigua a la cabina.
Hurricane Mk IIC (Hurricane Mk IIA Sèrie 2)
Hurricane Mk IIA Sèrie 1 equipat amb un con d'hèlice lleugerament allargat i un nou disseny alar amb 4 canons de 20 mm Hispano-Suiza HS.404. Els Hurricane IIA Sèrie 2 van passar a la configuració Mk IIC a partir del juny de 1941 amb el disseny d'ala modificat. Les noves ales estaven equipades cadascuna amb un punt fort alar capaç de transportar una bomba de 250 o 500 lliures o, des de finals de 1941, un tanc de combustible extern. Com que el seu rendiment era inferior al dels últims caces alemanys els nous Hurricane es van destinar a missions d'atac a superfície o com a caça nocturn.
Hurricane Mk IID
Conversió de Hurricane Mk IIB armada amb 2 canons anti-tanc de 40 mm en contenidors subalars, i només 2 metralladores amb bales traçadores per apuntar l'armament principal. El primer vol va ser el setembre de 1941 i les entregues van començar a inicis de 1942. Altres modificacions incloses van ser blindatge addicional per al pilot, el radiador i el motor. L'armament inicial eren canons Rolls-Royce amb 12 cartutxos, substituïts després per canons Vickers S amb 15 cartutxos. L'ala també va ser reforçada per suportar el pes addicional (de fins a 3.874 kg) amb forces als girs de fins a 4G. Aquest disseny se li donà el sobrenom de "Obrellaunes Volador".
Hurricane Mk IIE
Una altra modificació del disseny de l'ala va portar a la variant Mk IIE. Només 250 unitats portaren aquesta denominació, ja que, com que els canvis eren extensius, es va decidir canviar el nom de la versió a Mk IV.
Hurricane Mk IV
L'últim canvi important en l'evolució dels Hurricane va ser la introducció de l'"Ala universal", que podia adaptar-se a les diverses configuracions d'armament possibles: metralladores, canons automàtics, bombes de 250 i 500 lliures, canons antitanc, tanc de combustible o 8 coets RP-3. La nova variant també comptava amb els motors millorats Merlin 24 o 27 amb 1.620 cavalls (1.208 kW), equipats amb filtres de pols per operacions en ambients desèrtics. El Merlin 27 incorporava un sistema d'oli adaptat també a aquestes condicions i estava ajustat per tenir millors prestacions a menor altura degut a les operacions de suport i atac terra que realitzava. També es va afegir blindatge al motor i al radiador.
Hurricane Mk V
La darrera versió, només se'n construïren 3 prototips i mai entra en producció massiva. Propulsat pel potenciat Merlin 32 amb 1.700 cavalls a baixa cota. Dissenyat per a ser utilitzat en missions d'atac a superfície a Burma. Equipat amb hèlices de 4 pales. La velocitat era de 525 km/h a 500 peus (uns 300 metres), comparable amb el Hurricane I tot i pesar un 50% més.
Hurricane Mk X
Versió caçabombardera fabricada al Canadà. Propulsada amb un motor Packard Merlin 28 de 1.300 cavalls (969 kW) i armada amb 8 metralladores de 7,7 mm. En total se'n fabricaren 490.
Hurricane Mk XI
Versió fabricada al Canadà. Es construïren 150 unitats.
Hurricane Mk XII
Versió caçabombardera fabricada al Canadà. Propulsada amb un motor Packard Merlin 29 de 1.300 cavalls (969 kW). Inicialment armada amb 12 metralladores de 7,7 mm però després canvia a 4 canons de 20 mm.
Hurricane Mk XIIA
Versió caçabombardera fabricada al Canadà. Propulsada amb un motor Packard Merlin 29 de 1.300 cavalls (969 kW) i armada amb 8 metralladores de 7,7 mm.

## Cultura popular
En els simuladors de vol existeixen una o més variants del Hawker Hurricane, com el simulador de vol de codi obert FlightGear, així com en el sector comercial.

## Especificacions del Hurricane Mk.IIC

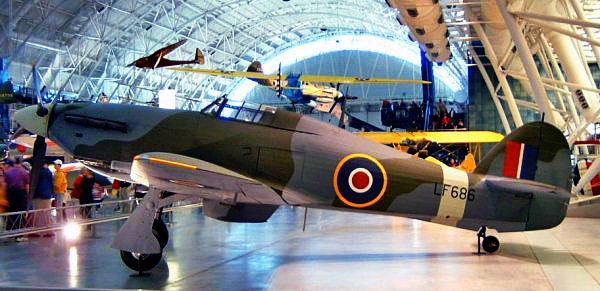
Un Hawker Hurricane en exposició al National Air and Space Museum de la Smithsonian Institution.

Dades de Jane's Fighting Aircraft of World War II:
- Tripulació= 1 pilot
- Longitud= 9,84 m
- Envergadura= 12,19 m
- Altura= 4,0 m
- Superfície alar= 23.92 m²
- Pes en buit= 2.605 kg
- Pes carregat= 3.480 kg
- Pes màxim a l'enlairament=3.950 kg
- Motor= Un motor V-12 Rolls-Royce Merlin XX amb una potència de 883 kW (1.185 cavalls de vapor)
- Velocitat màxima= 547 km/h a 6.400m, 514 km/h a 6.000 metres amb 2 bombes de 110 kg
- Autonomia= 965 km
- Altitud màxima de servei= 10.970 m
- Ràtio d'ascens= 14,1 m/s
- Càrrega alar= 121,9 kg/m²
- Ràtio potència/massa= 0,25 kW/kg
- Armament=
  - 4 canons automàtics de calibre 20 mm Hispano Mk II
  - 2 bombes de 110 kg